# 南照镇
南照镇是安徽省阜阳市颍上县下辖的一个县，位于该县西南隅105国道与淮河交汇处。辖23个村委会，4个居委会，面积63平方公里，耕地4.2万亩，人口4.72万。2003年GDP0.8亿元,财政收入733万元,农民人均纯收入2200元。
镇区面积已达6平方公里，人口近2.6万。

## 交通
南照不仅有105国道、328省道和阜六高速公路穿境而过、淮河特大桥飞架南北，还有500吨级淮河码头正在建设中。

## 旅游景点
南照淮河特大桥：全长2328米，宽20.88米，为淮河上最大的公路桥。
南照文化广场
戴厚英纪念馆：为纪念已故当代著名女作家戴厚英而建，另有戴厚英雕像、戴厚英墓供人瞻仰。